# Uldis Sesks
Uldis Sesks (ur. 18 kwietnia 1962 w Lipawie) – łotewski biznesmen i samorządowiec, od 1997 do 2018 burmistrz Lipawy. 

## Życiorys
Po ukończeniu szkoły średniej w rodzinnej Lipawie studiował na Akademii Rolniczej Łotewskiej SRR w Jełgawie, gdzie uzyskał stopień inżyniera-mechanika. Od 1987 do 1992 pełnił obowiązki wiceprzewodniczącego kołchozu "Zieds" w Vecpils (wcześniej stał na czele wydziału transportowego kołchozu Złota Gwiazda – Zelta zvaigzne; 1986–1987). W wolnej Łotwie poświęcił się biznesowi, studiował m.in. na kursach organizowanych przez Nadreńsko-Westfalską Izbę Handlową. 
W latach 80. brał udział w sporcie wyścigowym. W latach 90. założył prywatną spółkę "Autocentrs" (później: "SD Autocentrs"). Został dealerem Volkswagena w Lipawie (do 2004, kiedy sprzedał akcje). W 1997 kandydował do rady miejskiej Lipawy. Został wybrany jej przewodniczącym (burmistrzem miasta). Reelekcję uzyskiwał w latach 2001, 2005, 2009, 2013 i 2017. W 2004 założył Partię Lipawską, która wygrała wybory samorządowe w 2005, 2009, 2013, 2017 i 2021. W 2018 odszedł ze stanowiska burmistrza. 
Jest prezesem Funduszu na rzecz Rozwoju Lipawy oraz Lipawskiej Specjalnej Strefy Ekonomicznej. Należy do Rotary Club, Łotewskiego Stowarzyszenia Dużych Miast oraz Łotewskiego Stowarzyszenia Portowego. Zasiada w zarządzie Lipawskiego Szpitala Regionalnego.